# Макгвайр, Джейми
Джейми Макгвайр (англ. Jamie McGuire), (6 ноября 1978 —) — американская писательница. На русский язык переведены её романы «Аполлония», «Моё прекрасное несчастье», «Моё ходячее несчастье», «Моё прекрасное забвение», «Моё прекрасное искупление», серия романов «Легенда об ангеле», а также зомби-триллер «Красный холм».

## Биография
Писательница родилась в городе Талса (Оклахома) 6 ноября 1978. Она училась в колледже Northern Oklahoma College, затем в Университете Центральной Оклахомы, где получила степень по рентгенографии.
Свою дебютную книгу «Моё прекрасное несчастье» (Beautiful Disaster) писательница опубликовала в личном блоге в 2010 году. Роман приобрёл известность в сети, книгу издали и она стала бестселлером.

## Личная жизнь
Джейми живёт в небольшом городке Стимбоут Спрингс (Колорадо) со своим мужем Джеффом и тремя детьми.